# Mistrzostwa Europy Juniorów w Saneczkarstwie 2022
43. Mistrzostwa Europy juniorów w saneczkarstwie 2022 odbyły się w dniach 15 – 16 stycznia 2022 w austriackim Bludenz. Zawodnicy rywalizowali w pięciu konkurencjach: jedynkach kobiet, jedynkach mężczyzn, dwójkach kobiet, dwójkach mężczyzn i w drużynie.

## Terminarz
| Data             | Miejscowość | Konkurencja      | Złoto                                                                       | Srebro                                                                    | Brąz                                                                            |
| ---------------- | ----------- | ---------------- | --------------------------------------------------------------------------- | ------------------------------------------------------------------------- | ------------------------------------------------------------------------------- |
| 15 stycznia 2022 | Bludenz     | Dwójki kobiet    | Łotwa Viktorija Ziediņa · Selīna Elizabete Zvilna                           | Niemcy Luisa Romanenko · Pauline Patz                                     | Rosja Anastasija Kropaczewa · Alona Starkowa                                    |
| 15 stycznia 2022 | Bludenz     | Dwójki mężczyzn  | Niemcy Moritz Jäger · Valentin Steudte                                      | Rosja Michaił Karnauczow · Jurij Czirwa                                   | Łotwa Kaspars Rinks · Vitalijs Jegorovs                                         |
| 16 stycznia 2022 | Bludenz     | Jedynki kobiet   | Melina Fischer                                                              | Jessica Degenhardt                                                        | Zane Kaluma                                                                     |
| 16 stycznia 2022 | Bludenz     | Jedynki mężczyzn | Marián Skupek                                                               | Fabio Helmut Zauser                                                       | Eduard Aleksandrow                                                              |
| 16 stycznia 2022 | Bludenz     | Drużynowe        | Niemcy Melina Fischer · Timon Grancagnolo · Moritz Jäger · Valentin Steudte | Łotwa Zane Kaluma · Roberts Dreimanis · Kaspars Rinks · Vitalijs Jegorovs | Rosja Daria Olesik · Eduard Aleksandrow · Lew Romanow · Władisław Wieremiejenko |

## Wyniki

### Jedynki kobiet
- Data / Początek: Niedziela 16 stycznia 2022

| Medal | Zawodniczka        | Narodowość | 1. zjazd | 2. zjazd | Czas     | Strata |
| ----- | ------------------ | ---------- | -------- | -------- | -------- | ------ |
|       | Melina Fischer     | Niemcy     | 31.654   | 31.653   | 1:03.307 | -      |
|       | Jessica Degenhardt | Niemcy     | 31.658   | 31.682   | 1:03.340 | +0.033 |
|       | Zane Kaluma        | Łotwa      | 31.675   | 31.790   | 1:03.465 | +0.158 |
| 4.    | Jullianna Tunycka  | Ukraina    | 31.901   | 31.721   | 1:03.622 | +0.315 |
| 5.    | Theresa Kirchmair  | Austria    | 31.897   | 31.867   | 1:03.764 | +0.457 |
| 6.    | Selina Egle        | Austria    | 31.952   | 31.867   | 1:03.819 | +0.512 |
| 7.    | Merle Fräbel       | Niemcy     | 32.232   | 31.707   | 1:03.939 | +0.632 |
| 8.    | Lara Kipp          | Austria    | 32.123   | 32.026   | 1:04.149 | +0.842 |
| 9.    | Daria Olesik       | Rosja      | 32.330   | 31.915   | 1:04.245 | +0.938 |
| 10.   | Barbara Allmaier   | Austria    | 32.212   | 32.085   | 1:04.297 | +0.990 |
| ...   | ...                | ...        | ...      | ...      | ...      | ...    |
| 18.   | Anna Bryk          | Polska     | 33.097   | 32.425   | 1:05.522 | +2.215 |
| 20.   | Dominika Piwkowska | Polska     | 33.107   | 33.127   | 1:06.234 | +2.927 |

### Jedynki mężczyzn
- Data / Początek: Niedziela 16 stycznia 2022

| Medal | Zawodnik               | Narodowość | 1. zjazd | 2. zjazd | Czas     | Strata |
| ----- | ---------------------- | ---------- | -------- | -------- | -------- | ------ |
|       | Marián Skupek          | Słowacja   | 31.334   | 31.253   | 1:02.587 | -      |
|       | Fabio Helmut Zauser    | Austria    | 31.407   | 31.316   | 1:02.723 | +0.136 |
|       | Eduard Aleksandrow     | Rosja      | 31.332   | 31.456   | 1:02.788 | +0.201 |
| 4.    | Timon Grancagnolo      | Niemcy     | 31.381   | 31.483   | 1:02.864 | +0.277 |
| 5.    | Noah Kallan            | Austria    | 31.427   | 31.485   | 1:02.912 | +0.312 |
| 6.    | Kaspars Rinks          | Łotwa      | 31.223   | 31.831   | 1:03.054 | +0.467 |
| 7.    | Florian Tanzer         | Austria    | 31.534   | 31.625   | 1:03.159 | +0.572 |
| 8.    | Marco Leger            | Niemcy     | 31.942   | 31.429   | 1:03.371 | +0.784 |
| 9.    | Hans Fritzsch          | Niemcy     | 31.672   | 31.702   | 1:03.374 | +0.787 |
| 10.   | Danił Marcinowskij     | Ukraina    | 31.634   | 31.749   | 1:03.383 | +0.796 |
| ...   | ...                    | ...        | ...      | ...      | ...      | ...    |
| 13.   | Mateusz Karaś          | Polska     | 31.945   | 31.819   | 1:03.764 | +1.177 |
| 14.   | Arkadiusz Trojga       | Polska     | 31.799   | 32.073   | 1:03.872 | +1.285 |
| 21.   | Marek Jan Samek        | Polska     | 32.675   | 32.939   | 1:05.614 | +3.027 |
| 22.   | Kamil Kacper Dziedzina | Polska     | 33.166   | 32.472   | 1:05.638 | +3.051 |

### Dwójki kobiet
- Data / Początek: Sobota, 15.01.2022 roku

| Medal | Zawodniczki                               | Narodowość | 1. zjazd | 2. zjazd | Czas     | Strata |
| ----- | ----------------------------------------- | ---------- | -------- | -------- | -------- | ------ |
|       | Viktorija Ziediņa Selīna Elizabete Zvilna | Łotwa      | 33.597   | 33.675   | 1:07.272 | -      |
|       | Luisa Romanenko Pauline Patz              | Niemcy     | 33.729   | 33.681   | 1:07.410 | +0.138 |
|       | Anastasija Kropaczewa Alona Starkowa      | Rosja      | 33.814   | 33.975   | 1:07.789 | +0.517 |
| 4.    | Annika Krause Magdalena Matschina         | Niemcy     | 34.052   | 34.120   | 1:08.172 | +0.900 |
| 5.    | Lisa Zimmermann Dorothea Schwarz          | Austria    | 34.241   | 34.075   | 1:08.316 | +1.044 |
| 6.    | Lina Riedl Anna Lerch                     | Austria    | 34.150   | 34.207   | 1:08.357 | +1.085 |
| 7.    | Nikola Domowicz Dominika Piwkowska        | Polska     | 34.244   | 34.232   | 1:08.476 | +1.204 |
| 8.    | Bianka Petríková Nikola Trembošová        | Słowacja   | 34.350   | 34.542   | 1:08.892 | +1.620 |
| 9.    | Marie Sauerteig Hannah Puy                | Niemcy     | 34.085   | 34.828   | 1:08.913 | +1.641 |
| 10.   | Marta Robežniece Kitija Bogdanova         | Łotwa      | 34.959   | 33.978   | 1:08.937 | +1.665 |
| 11.   | Markéta Nováková Anna Vejdělková          | Czechy     | 34.605   | 34.644   | 1:09.249 | +1.977 |

### Dwójki mężczyzn
- Data / Początek: Sobota, 15.01.2022 roku

| Medal | Zawodnicy                              | Narodowość | 1. zjazd | 2. zjazd | Czas     | Strata |
| ----- | -------------------------------------- | ---------- | -------- | -------- | -------- | ------ |
|       | Moritz Jäger Valentin Steudte          | Niemcy     | 32.644   | 32.713   | 1:05.357 | -      |
|       | Michaił Karnauczow Jurij Czirwa        | Rosja      | 32.773   | 32.828   | 1:05.601 | +0.244 |
|       | Kaspars Rinks Vitalijs Jegorovs        | Łotwa      | 32.844   | 33.000   | 1:05.844 | +0.487 |
| 4.    | Siergiej Zacharow Ilja Gorjainow       | Rosja      | 32.926   | 32.923   | 1:05.849 | +0.492 |
| 5.    | Siergiej Bondariew Anton Osipenko      | Rosja      | 33.096   | 32.961   | 1:06.057 | +0.700 |
| 6.    | Mircea Razvan Turea Sebastian Motzca   | Rumunia    | 33.193   | 33.200   | 1:06.393 | +1.036 |
| 7.    | Loris Grünbeck Maximilian Kührt        | Niemcy     | 33.341   | 33.501   | 1:06.842 | +1.485 |
| 8.    | Christián Bosman Filip Prusak          | Słowacja   | 33.351   | 33.503   | 1:06.854 | +1.497 |
| 9.    | Vratislav Varga Metod Majerčák         | Słowacja   | 33.464   | 33.648   | 1:07.112 | +1.755 |
| 10.   | Tudor-Stefan Handaric Ciprian Banaru   | Rumunia    | 33.666   | 33.500   | 1:07.166 | +1.809 |
| 11.   | Wadym Mykiewycz Bohdan Babura          | Ukraina    | 34.564   | 33.430   | 1:07.994 | +2.637 |
| DSQ   | Marek Jan Samek Kamil Kacper Dziedzina | Polska     | 34.125   |          |          |        |

### Drużynowe
- Data / Początek: Niedziela 16 stycznia 2022

| Medal | Zawodnicy                                                              | Narodowość | Czas     | Strata |
| ----- | ---------------------------------------------------------------------- | ---------- | -------- | ------ |
|       | Melina Fischer/Timon Grancagnolo/Moritz Jäger/Valentin Steudte         | Niemcy     | 1:36.056 | –      |
|       | Zane Kaluma/Roberts Dreimanis/Kaspars Rinks/Vitalijs Jegorovs          | Łotwa      | 1:36.750 | +0.694 |
|       | Daria Olesik/Eduard Aleksandrow/Lew Romanow/Władisław Wieremiejenko    | Rosja      | 1:37.023 | +0.967 |
| 4.    | Nikola Trembošová/Marián Skupek/Christián Bosman/Filip Prusak          | Słowacja   | 1:37.193 | +1.137 |
| 5.    | Jullianna Tunycka/Danił Marcinowskij/Wadym Mykiewycz/Bohdan Babura     | Ukraina    | 1:37.421 | +1.365 |
| 6.    | Theresa Kirchmair/Fabio Helmut Zauser/Lisa Zimmermann/Dorothea Schwarz | Austria    | 1:37.453 | +1.397 |
| 7.    | Corina Buzățoiu/Vlad-Florin Musei/Mircea Razvan Turea/Sebastian Motzca | Rumunia    | 1:38.266 | +2.210 |
| 8.    | Anna Bryk/Mateusz Karaś/Nikola Domowicz Dominika Piwkowska             | Polska     | 1:38.510 | +2.454 |
| 9.    | Lucie Jansova/Jakub Vepřovský/Marketa Nováková/Anna Vejdělková         | Czechy     | 1:39.347 | +3.291 |

## Klasyfikacja medalowa
| Miejsce | Państwo  |   |   |   | Razem |
| ------- | -------- | - | - | - | ----- |
| 1.      | Niemcy   | 3 | 2 | 0 | 5     |
| 2.      | Łotwa    | 1 | 1 | 2 | 4     |
| 3.      | Słowacja | 1 | 0 | 0 | 1     |
| 4.      | Rosja    | 0 | 1 | 3 | 4     |
| 5.      | Austria  | 0 | 1 | 0 | 1     |